# Nautsk

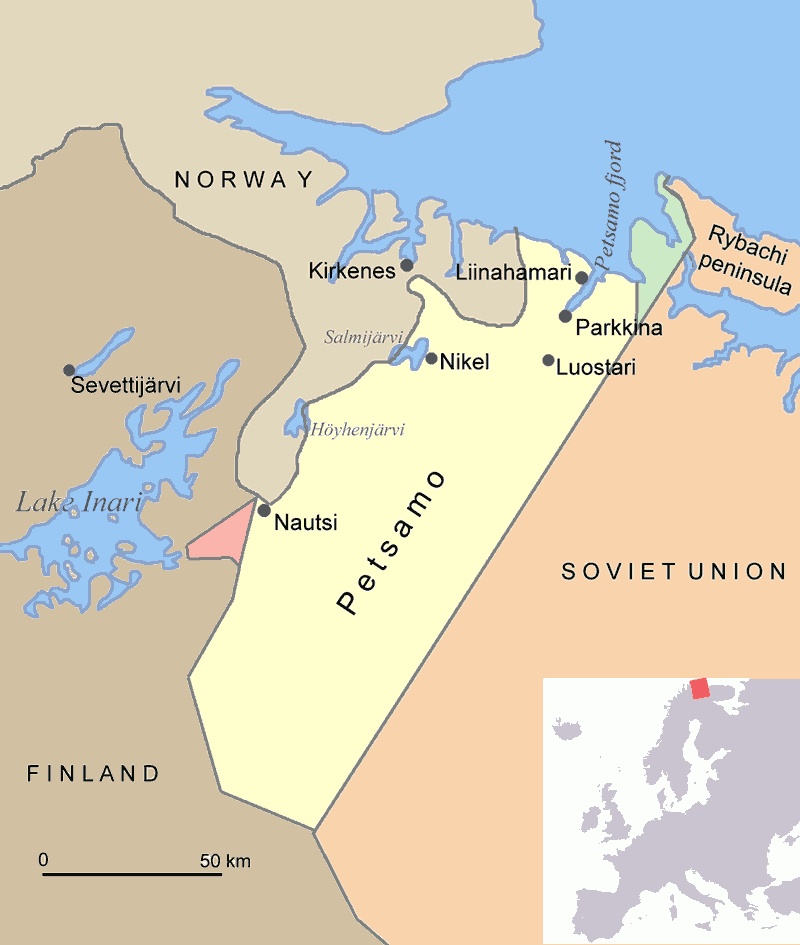
Petsamo. Det gröna området är den del av Petsamo, som Finland överlämnade till Sovjetunionen efter vinterkriget. Det röda området i Enare kommun är Jäniskoski-Niskakoskiområdet, som Finland sålde till Sovjetunionen 1947.

Nautsk (Науци, finska: Nautsi, skoltsamiska: Njau'čč) är en ödeby i Petjenga distrikt i Murmansk oblast i Ryssland. Nautsi var mellan 1921 och 1944 en finländsk by i Petsamo kommun och Nautsk var därefter – efter andra världskriget – den västligaste byn i Sovjetunionen. 
Nautsk var beläget sydost om Treriksröset. Gränsen till Norge ligger i Pasvikälvens djupfåra, omedelbart norr om Nautsk. Ishavsvägen passerade genom byn, och byns värdshus fick därmed betydelse för Petsamotrafiken 1940–1941.
Idag ligger Nautsk nära det ryska Rajakoski kraftverk i Pasvik älv, där en väg avgrenas från den tidigare Ishavsvägen.
Under Slaget vid Petsamo under vinterkriget tvingade de sovjetiska styrkorna de finländska bakåt från Norra Ishavet ända till Nautsi. Röda armén intog Nautsi den 7 mars 1940. I sovjetiska kommunikéer under kriget omnämns detta som erövring av en stad, men Nautsi bestod bara av ett värdshus och några få hus. Fronten stannade söder om Nautsi i Jäniskoski-Niskakoskiområdet i februari–mars 1940 fram till krigsslutet.
Byn övergavs officiellt den 13 december 1962.[källa behövs]